# МТ-ЛБ М1
МТ-ЛБ М1 — болгарский бронетранспортёр, созданный на базе советского бронетранспортёра-тягача МТ-ЛБ, с 1976 года производившегося по лицензии в Болгарии.

## История
29 мая 2012 года на проходившей в Пловдиве 10-й выставке вооружения и военной техники «HEMUS-2012» был представлен демонстрационный образец модернизированного варианта МТ-ЛБ, разработанного болгарской компанией «Терем». Получившая наименование МТ-ЛБМ бронемашина представляла собой «малую модернизацию» (ранее выпущенный МТ-ЛБ из наличия вооружённых сил Болгарии проходил ремонт, перекраску в песчаный цвет и дооборудование кондиционером на ремонтном заводе «Терем — Хан Крум» ЕООД в Тырговиште). В этот же день премьер-министр Болгарии Бойко Борисов выступил с заявлением, что достигнута договорённость о продаже в Ирак 500 бронемашин этого типа. Вслед за этим, одна модернизированная МТ-ЛБМ была отправлена на испытания в Ирак, однако заключение контракта на поставку 500 бронемашин не состоялось.
В 2013 году представители компании «Терем» сообщили, что в сотрудничестве с немецкой компанией «DIEHL Remscheid GmbН» для модернизированного варианта МТ-ЛБ разрабатываются новые гусеницы с резиновыми вставками.
27 апреля 2018 года во время визита на завод министра обороны Красимира Каракачанова был официально представлен новый модернизированный вариант МТ-ЛБ М1, разработанный для вооружённых сил Болгарии.
20 сентября 2022 года стало известно, что программа модернизации МТ-ЛБ вооружённых сил Болгарии продолжается - министр обороны Димитр Стоянов сообщил, что начаты работы по модернизации ещё четырёх МТ-ЛБ болгарской армии.

## Описание
В ходе модернизации МТ-ЛБ до уровня МТ-ЛБ М1 усиливается вооружение (башенка с 7,62-мм пулемётом ПКТ сохраняется, но над десантным отделением устанавливают вторую башню — с 7,62-мм пулемётом ПКТ и 14,5-мм пулемётом КПВТ, сделанную по образцу башни БПУ-1 для БРДМ-2, но оснащённую прицелом «Zora-2» и 81-мм дымовыми гранатомётами 902Б «Туча»), также устанавливаются восьмицилиндровый дизельный двигатель, шестискоростная механическая коробка передач, 24-вольтовый аккумулятор, кондиционер WEBASTO и комплект разведывательного оборудования (тепловизор, видеокамера и др.), способного работать в диапазоне температур от −32º to +55º.
Кроме того, предусмотрена замена стандартных гусениц на улучшенные гусеницы производства немецкой компании «DIEHL Remscheid GmbН».
В результате, масса машины увеличилась до 10 800 кг.

## Варианты и модификации

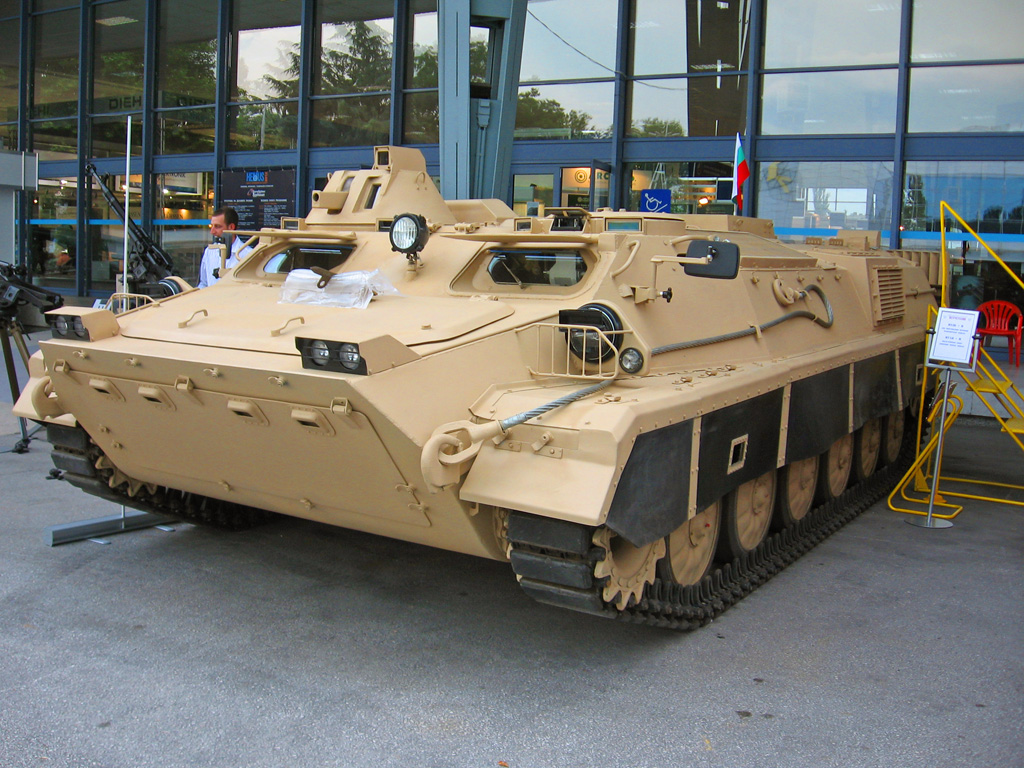
демонстрационный образец МТ-ЛБМ на выставке в Пловдиве (со снятым вооружением)

- МТ-ЛБМ — экспортный вариант 2012 года для стран с жарким (субтропическим, тропическим или экваториальным) климатом[2]. Установлен кондиционер, новые фары и резиновые фартуки, закрывающие верхнюю часть гусениц.
- МТ-ЛБ М1 — вариант 2018 года, предложенный для вооружённых сил Болгарии[1]